# Benauite
La benauite è un minerale appartenente al gruppo della plumbogummite descritto nel 1996 in base ad una scoperta avvenuta nella miniera Clara nella Foresta Nera centrale in Germania. Il nome deriva da "Benauer Berg", il monte sulle cui pendici è situata la miniera Clara dove è stato scoperto il nuovo minerale
La benauite è l'analogo della kintoreite contenente stronzio al posto del piombo.

## Morfologia
La benauite è stata scoperta sotto forma di aggregati radiali fino a 3 mm di diametro composti da cristalli appiattiti scalinati lunghi oltreun mm.

## Origine e giacitura
La benauite è stata trovata associata a fluorite, goethite e kidwellite.